# О̃
О̃ о̃（帶波浪號的O；斜體：О̃ о̃）是一個西里爾字母。在大多數的字型下，它與拉丁字母Õ õ（帶波浪號的拉丁字母O）非常相似。
這個字母只用在奇納魯格語，所代表的音值為鼻化的半閉後圓唇元音 /õ/。